# Ralph Michael
Ralph Michael (26 de septiembre de 1907 – 9 de noviembre de 1994) fue un actor británico.

## Biografía
Su nombre de nacimiento era Ralph Champion Shotter, y nació en Londres, Inglaterra. Hizo un total de 178 apariciones en cine y televisión. También cabe destacar, que participó en obras teatrales.
Entre sus actuaciones cinematográficas figuran A Night to Remember, Children of the Damned, Kartum, Grand Prix, The Assassination Bureau y El imperio del Sol.
Respecto a su trabajo televisivo él actuó en The Adventures of Robin Hood, Dixon of Dock Green, Julio César La saga de los Forsyte, Man in a Suitcase, Los vengadores, Colditz, Doctor at Large, Public Eye, Sutherland's Law, Softly, Softly, The Professionals, Rumpole of the Bailey, Doctor Who, Bergerac, Miss Marple, Rockliffe's Babies, Howards' Way, A bit of Fry and Laurie y Jeeves and Wooster. 
También cabe destacar, que participó en Dempsey and Makepeace. En esa serie Ralph Michael hizo el papel de Lord Winfield, padre de Harriet Makepeace, en tres episodios, "Armed and Extremely Dangerous", Make Peace Not War y "Cry God for Harry".
Michael estuvo casado con las actrices Fay Compton (1942-1946) y Joyce Heron (1947 hasta su fallecimiento). Con su segunda mujer tuvo un descendiente.
Falleció en Brighton, Inglaterra, en 1994. Tuvo 87 años cuando murió.

## Filmografía seleccionada
- San Demetrio London (1943)
- For Those in Peril (1944)
- Johnny Frenchman (1945)
- A Song for Tomorrow (1948)
- The Sound Barrier (1952)
- Women Without Men (1956)
- Private Potter (1962)
- He Who Rides a Tiger (1965)
- Los héroes de Telemark (1965)
- House of Cards (1968)
- Tierra sin hombres (1984)